# Henry Hawtrey
Henry Courtenay Hawtrey (Southampton, 29 giugno 1882 – Aldershot, 16 novembre 1961) è stato un mezzofondista britannico, medaglia d'oro nelle 5 miglia ai Giochi olimpici intermedi del 1906.

## Palmarès
| Anno | Manifestazione            | Sede  | Evento     | Risultato     | Prestazione | Note |
| ---- | ------------------------- | ----- | ---------- | ------------- | ----------- | ---- |
| 1906 | Giochi olimpici intermedi | Atene | 1500 metri | elim. qualif. | dnf         |      |
| 1906 | Giochi olimpici intermedi | Atene | 5 miglia   | Oro           | 26'11"8     |      |